# Apóntes
Apóntes (grec: Απόντες) és una pel·lícula grega dirigida per Nikos Grammatikos. La pel·lícula es va estrenar el 1996 i és protagonitzada per Nikos Georgakis, Giorgos Evgenikos, Vangelis Mourikis, Tasos Nousias, Costas Staridas i Aimilios Cheilakis. La pel·lícula també es coneix amb el títol anglès The Absent Ones o el títol francès Truants. Va guanyar el premi a la millor pel·lícula tant els Premis Cinematogràfics de l'Estat Grec com els Premis de l'Associació de Crítics de Cinema Grecs.

## Argument
Sis vells amics de l'escola es reuneixen cada estiu a Salamina, el lloc on van créixer. Any rere any canvien i maduren i els somnis juvenils són substituïts per la realitat. A mesura que creixen, la seva amistat abans sòlida s'esvaeix inevitablement. Finalment, segueixen camins diferents i a poc a poc es tornen com uns estranys. Un membre no suporta la situació i se suïcida.

## Repartiment
- Nikos Georgakis com a Andreas
- Yorgos Evgenikos com a Manolis
- Vangelis Mourikis com a Sakis
- Tasos Nousias com a Giannis
- Kostas Staridas com a Nikos
- Emilios Chilakis com a Antonis

## Premis
| Premi                                             | Categoria              | Receptors i nominats                                                                                      | Resultat  |
| ------------------------------------------------- | ---------------------- | --- | --------- |
| Premis Cinematogràfics de l'Estat Grec de 1996    | Millor pel·lícula      | Nikos Grammatikos                                                                                         | Guanyador |
| Premis Cinematogràfics de l'Estat Grec de 1996    | Millor director        | Nikos Grammatikos                                                                                         | Guanyador |
| Premis Cinematogràfics de l'Estat Grec de 1996    | Millor guionista       | Nikos Grammatikos                                                                                         | Guanyador |
| Premis Cinematogràfics de l'Estat Grec de 1996    | Millor actor secundari | Nikos Georgakis, Giorgos Evgenikos, Vangelis Mourikis, Tasos Nousias, Costas Staridas, Aimilios Cheilakis | Guanyador |
| Premis de l'Associació de Crítics de Cinema Grecs | Millor pel·lícula      | Nikos Grammatikos                                                                                         | Guanyador |